# Peking-Zwergmispel
Die Peking-Zwergmispel (Cotoneaster acutifolius) ist ein rötlich blühender Strauch aus der Gruppe der Kernobstgewächse (Pyrinae). Das natürliche Verbreitungsgebiet der Art liegt in Russland, in der Mongolei, Nordchina und Korea. Sie wird nur selten kultiviert.

## Beschreibung
Die Peking-Zwergmispel ist ein sommergrüner, 2 bis 4 Meter hoher, breitwüchsiger Strauch mit dünnen, abstehenden, braunen, anfangs behaarten und später kahlen Zweigen. Die Laubblätter sind in Blattstiel und Blattspreite gegliedert. Der Stiel ist 2 bis 5 Millimeter, selten bis 10 Millimeter lang und zottig behaart. Die Nebenblätter fallen früh ab; sie sind 3 bis 5 Millimeter lang, linealisch-lanzettlich, braun und leicht zottig behaart. Die Blattspreite ist einfach, oval-eiförmig bis länglich-eiförmig, 2 bis 4 selten bis 5 Zentimeter lang und 1 bis 2 selten 3 Zentimeter breit, spitz oder selten zugespitzt, mit breit keilförmiger Basis. Die Blattoberseite ist kahl oder wie die Unterseite anfangs zottig behaart und langsam verkahlend; die Blattadern treten an der Blattunterseite hervor.
Die Blütenstände sind 2 bis 4 Zentimeter durchmessende Schirmrispen aus 2 bis 5 Blüten. Spindel und Blütenstiele sind zottig behaart. Die Tragblätter sind linealisch-lanzettlich, 3 bis 5 Millimeter lang und leicht fein behaart. Der Blütenstiel ist  3 bis 5 Millimeter lang, die Einzelblüten haben Durchmesser von 7 bis 8 Millimeter. Der Blütenbecher ist glockenförmig oder kurz zylindrisch und außen kahl oder zottig behaart. Die Kelchblätter sind dreieckig, 1 bis 2 Millimeter lang und 1,5 bis 2 Millimeter breit und spitz oder mehr oder weniger stumpf. Die Kronblätter stehen aufrecht. Sie sind weiß mit rötlicher Färbung, breit verkehrt eiförmig oder länglich, 3,5 bis 4,5 Millimeter lang und 3 bis 4 Millimeter breit, mit stumpfer Spitze und etwas längerem Nagel. Die zehn bis 15 Staubblätter sind kürzer als die Kronblätter. Der Fruchtknoten ist an der Spitze dicht zottig behaart. Die freistehenden, häufig zweifachen  Griffel ragen nicht über die Staubblätter hinaus. Die Früchte haben Durchmesser von 6 bis 8 Millimeter. Sie sind schwarz, oval, verkehrt eiförmig oder rundlich und zottig behaart. Je Frucht werden zwei bis drei Kerne gebildet. Die Peking-Zwergmispel blüht von Mai bis Juni, die Früchte reifen von August bis September.

## Vorkommen und Standortansprüche
Das natürliche Verbreitungsgebiet erstreckt sich von der Oblast Irkutsk und der Republik Burjatien in Russland über die Mongolei und die chinesischen Provinzen Anhui, Gansu, Hebei, Henan, Hubei, die Innere Mongolei, Qinghai, Shaanxi, Shanxi, Sichuan, Xizang und Yunnan bis nach Taiwan und auf die Koreanische Halbinsel. Die Peking-Zwergmispel wächst in Steppen, Trockenwäldern, Hecken und Strauchflächen in 1000 bis 3700 Metern Höhe auf mäßig trockenen bis frischen, schwach sauren bis alkalischen, sandig-lehmigen bis lehmigen, nährstoffreichen Böden an sonnigen bis lichtschattigen Standorten. Die Art ist wärmeliebend und frosthart.

## Systematik
Die Peking-Zwergmispel (Cotoneaster acutifolius) ist eine Art aus der Gattung der Zwergmispeln (Cotoneaster). Sie wird in der Familie der Rosengewächse (Rosaceae) der Unterfamilie Spiraeoideae, Tribus Pyreae, Untertribus Kernobstgewächse (Pyrinae) zugeordnet. Die Art wurde 1832 von Nikolai Turtschaninow erstmals wissenschaftlich beschrieben. Der Gattungsname Cotoneaster leitet sich vom lateinischen „cotoneum malum“ für die Quitte (Cydonia oblonga) ab, das sowohl für die Frucht als auch für den Baum verwendet wurde. Die Endung „aster“ ist eine Vergröberungsform für Pflanzengruppen, die im Vergleich zu ähnlichen als minderwertig betrachtet werden. Das Artepitheton acutifolius stammt ebenfalls aus dem Lateinischen und bedeutet „spitzblättrig“.

## Verwendung
Die Peking-Zwergmispel wird nur selten kultiviert.

## Nachweise